# Върсаково
Върсаково или Варсаково (на македонска литературна норма: Врсаково) е село в Община Щип, Северна Македония.

## География
Върсаково е разположено на 15 километра северозападно от общинския център град Щип в южното подножие на планината Манговица.

## История
В XIX век Върсаково е малко българско село в Щипска кааза на Османската империя. Според статистиката на Васил Кънчов („Македония. Етнография и статистика“) от 1900 г. Варсаково има 120 жители, всички българи християни.
Цялото население на селото е под върховенството на Българската екзархия. По данни на секретаря на екзархията Димитър Мишев („La Macédoine et sa Population Chrétienne“) в 1905 година във Върсаково (Varsakovo) има 216 българи екзархисти.
При избухването на Балканската война в 1912 година 2 души от Върсаково са доброволци в Македоно-одринското опълчение.
След Междусъюзническата война в 1913 година селото попада в Сърбия.
На етническата си карта от 1927 година Леонард Шулце Йена показва Върсаково (Varsakovo) като българско християнско село.

## Личности
Родени във Върсаково
- Андон Върсаковски (първата половина на XIX век), български хайдутин
- Давче Трайчев Калеов, български революционер от ВМОРО[5]
- Илия Панов Сушавалиев, войник от Радовишкия партизански отряд на 11-а македонска дивизия
- Коце Върсаковски (Врасаковски), деец на ВМРО[6]
- Коце Донев, български революционер от ВМОРО, четник на Диме Трайчев[7]
- Стоян Ефремов, български революционер от ВМОРО, четник на Диме Трайчев[7]